# 恋の呪縛
「恋の呪縛」（こいのじゅばく）は、Berryz工房の5枚目のシングル。2004年11月10日にアップフロントワークス（PICCOLO TOWNレーベル）から発売された。

## 概要
- センターは菅谷梨沙子。メインボーカルは菅谷梨沙子、夏焼雅、嗣永桃子、熊井友理奈である。
- オリコンデイリーシングルチャートで6位に初登場した[1]。

## 収録曲
全作詞・作曲：つんく　編曲：平田祥一郎
1. 恋の呪縛 [4:19]
2. パッション E-CHA E-CHA [4:16]
3. 恋の呪縛 (Instrumental) [4:19]

## 参加ミュージシャン
恋の呪縛
- プログラミング：平田祥一郎
- ギター：土肥真生
- コーラス：夏焼雅・清水佐紀・竹内浩明

パッション E-CHA E-CHA
- プログラミング：平田祥一郎
- ギター：土肥真生
- コーラス：竹内浩明・つんく

## カバー
恋の呪縛
- こぶしファクトリー - アルバム『辛夷其ノ壱』初回生産限定盤B DISC2に収録。